# Trục xuất của Liên Xô tại Bessarabia và Bắc Bukovina

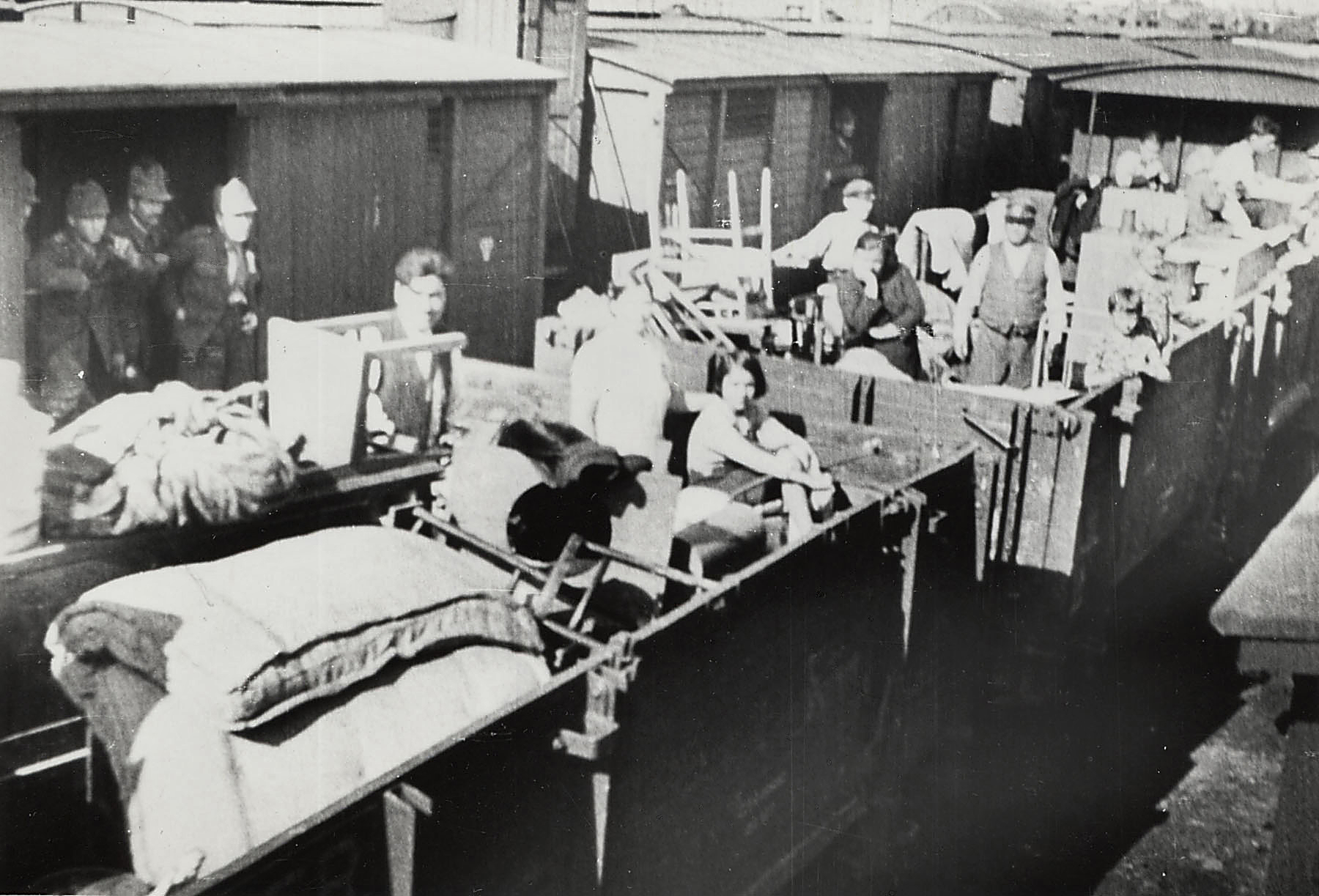
Người tị nạn Rumani sau khi Xô viết chiếm đóng Bessarabia và Bắc Bukovina

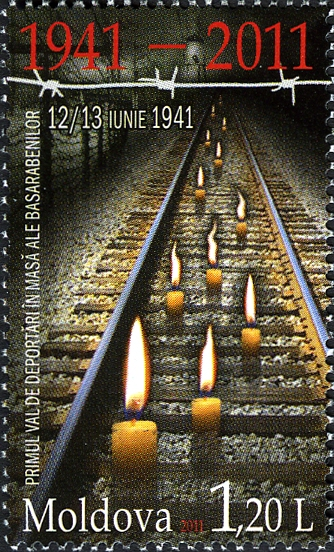
Kỷ niệm 70 năm từ khi người Bessarabia bị đi đày tập thể đầu tiên, 1941–2011. Bưu điện Moldova 2011.

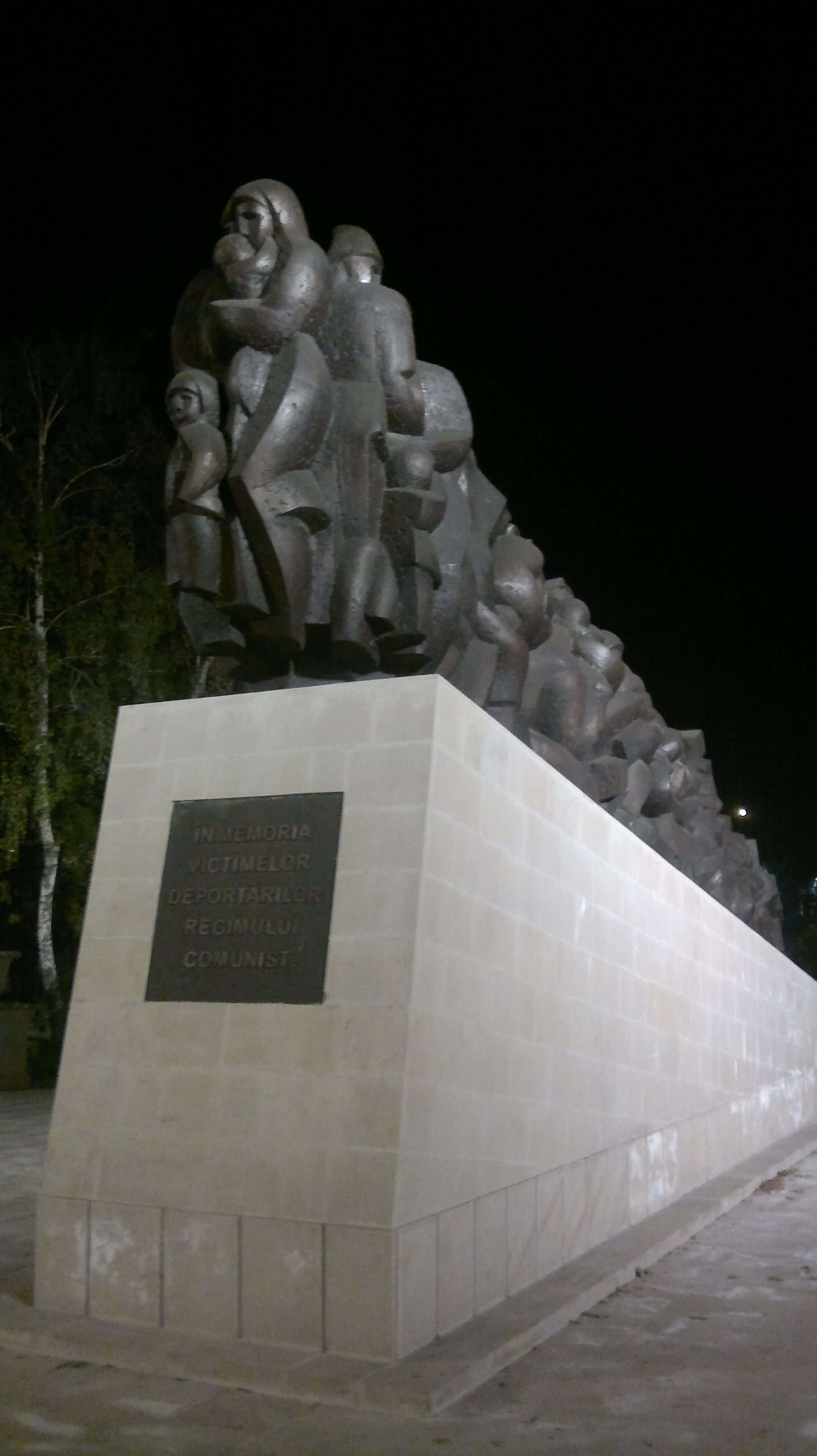
Đài kỷ niệm cho những nạn nhân đã phải gánh chịu chính sách khủng bố của Stalin ở Chişinău.

Trục xuất của Liên Xô tại Bessarabia và Bắc Bukovina xảy ra từ cuối năm 1940 cho tới 1951 là một phần của chính sách chính trị của Joseph Stalin đối với những người có thể trở thành mối đe dọa với quyền lực của Liên Xô (xem thêm Di chuyển dân số ở Liên Xô). Những người bị trục xuất thường được đưa tới những chỗ gọi là "đặc khu cư trú" (спецпоселения) để đảm bảo họ không trở thành mối đe dọa (xem thêm Di trú không tình nguyện ở Liên Xô).
Các cuộc trục xuất bắt đầu từ sau khi Liên Xô cho sáp nhập Bessarabia và Bắc Bukovina, xảy ra vào tháng 6 năm 1940 (xem thêm Liên Xô chiếm Bessarabia và Bắc Bukovina).

## 1941
1940, Sau khi chính quyền Romania chấp nhận tối hậu thư của Liên Xô và rút quân khỏi Bessarabia và Bắc Bukovina, những vùng này được sáp nhập vào lãnh thổ Liên Xô, hầu hết những vùng đaast này được tạo thành nước Moldavia SSR, trong khi những vùng còn lại được nhập vào Ukrainia SSR. Vào ngày 12–13 tháng 6 năm 1941, 29.839 thành viên của các gia đình của "những thành phần quốc gia và phản cách mạng" từ Moldavia SSR, và từ Chernivtsi (thuộc Bắc Bukovina) và Izmail, các tỉnh của Cộng hòa Xã hội chủ nghĩa Xô viết Ukraina, đã bị trụ xuất tới Kazakhstan, Komi ASSR, Krasnoyarsk Krai, và các tỉnh Omsk và Novosibirsk. Để biết về số mạng của những tù đày này từ Bessarabia, hãy đọc qua bài về Eufrosinia Kersnovskaya. Nhân viên NKVD người Gruzia Sergo Goglidze, phụ tá tin cậy của Lavrenty Beria, đã chịu trách nhiệm cho chuyến trục xuất này từ Bessarabia.

## 1942
Vào ngày 22 tháng 6 năm 1941, Đức Quốc xã, cùng với vài nước khác trong đó có Romania, đã tấn công Liên Xô (xem thêm
chiến dịch Barbarossa). Sau khi chiến tranh bắt đầu, những chuyến trục xuất tập thể lại xảy ra ở USSR. Vào tháng 4 năm 1942, người Romania và người từ các quốc tịch khác Crimea và Bắc Caucasus đã bị trục xuất. Kế đến trong tháng 6 năm 1942, người Romania và các người khác ở Krasnodar Krai và Rostov Oblast cũng cùng chịu số phận này.

## 1949
Ngày 6 tháng 4 năm 1949, bộ chính trị của Ban Chấp hành Trung ương Đảng Cộng sản Liên Xô ban hành quyết định số 1290-467cc, mà cho trục xuất 11.280 gia đình từ Moldavia SSR vì cho là nông dân (kulak) hay đã hợp tác với Đức Quốc xã trong thế chiến thứ hai. Cuối cùng, 11.239 gia đình, bao gồm 35.050 người đã bị trục xuất vào ngày 6 tháng 7 năm 1949, những người còn lại hoặc là đã trốn thoát hay được thả vì những đóng góp của họ cho Liên Xô trong chiến tranh hay những giúp đỡ của họ trong quá trình tập thể hóa.

## 1951
Vào ngày 19 tháng 2 năm 1951, Abakumov nộp cho Stalin một ghi chú bí mật trong đó là danh sách những người theo đạo Jehova, bị hoạch định sẽ đưa trục xuất tới Ukraina, Belarus, Estonia, Latvia, Litva và Moldova, nước cộng hòa sau cùng với 1675 người (670 gia đình). Vào ngày 3 tháng 3, hội đồng bộ trưởng Liên Xô đã ra một sắc lệnh tương ứng, theo sau là một lệnh của bộ an ninh quốc gia vào ngày 6 tháng 3. Vào ngày 24 tháng 3, hội đồng bộ trưởng của Moldavia SSR ban hành một sắc lệnh tịch thu và bán tài sản của những người bị trục xuất. Chiến dịch phía Bắc được bắt đầu lúc 4:00 giờ ngày 1 tháng 4 năm 1951, và bố ráp cho tới ngày hôm sau. Những người bị trục xuất được xếp vào hạng "những người cư trú đặc biệt". Tổng cộng, tại Moldvia SSR, có 723 gia đình (2.617 người) đã bị trục xuất vào tối 31 tháng 3 cho tới 1 tháng 4 năm 1951, tất cả là thành viên các giáo phái tin lành mới, đa số là người theo đạo Jehovah, và được phân loại như là những phần tử đạo giáo có thể nguy hiểm cho chế độ cộng sản.

## Lao động cưỡng bức
Từ năm 1940 tới năm 1941, 53.356 người từ Bessarabia và Bắc Bukovina đã bị xếp làm lao động cưỡng bách tại nhiều khu vực khác nhau tại Liên Xô, đa số phải sống và làm việc trong điều kiện rất bết bát.

## Lưu niệm
Đài kỷ niệm những nạn nhân đã phải gánh chịu chính sách đàn áp của Stalin đã được lập tại Chişinău, gần trạm xe lửa Chișinău, để tưởng niệm tới những người bị trục xuất.